# Adria Oil
Adria Oil je hrvatska tvrtka specijalizirana za opskrbu nafte i naftnih derivata. Prva benzinska postaja otvorena je 2003. godine na Malom Lošinju te je jedna od najvećih postaja na Jadranu koja ujedino opskrbljuje jahte i plovila.
Među prvima su u Hrvatskoj počeli prodavat goriva bez sumpora - EURO V norme. Od 2010. godine u ponudi Adria Oil-a su Eurodiesel i Eurosuper goriva G-POWER kvalitete. Ova goriva sadrže aditive koji vozilu pružaju dodatnu snagu, bolje ubrzanje, smanjuju potrošnju i poboljšavaju karakteristike sagorijevanja. Na svim benzinskim servisima smještene su posude za odvojeno prikupljanje zauljenog otpada, akumulatora i drugih vrsta otpada.
Lokacije benzinskih postaja Adria Oil-a u Hrvatskoj: Kerestinec, Mali Lošinj, Valbiska, Spinčići, Zamet, Kukuljanovo, Otočac, Martinkovec, Opatija, Senj, Ludbreg, Šibenik, Ivanec, Sveti Martin na Muri, Koprivnica, Čakovec, Zagreb, dvije u Slavonskom Brodu, Žminj, Čepin, Zadar, Zaglav, Viškovo, Makarska, Trpinja, Novi Varoš, Mala Subotica, Grubine, Proložac, Jastrebarsko i Staro Topolje.